# Sex on the Beach

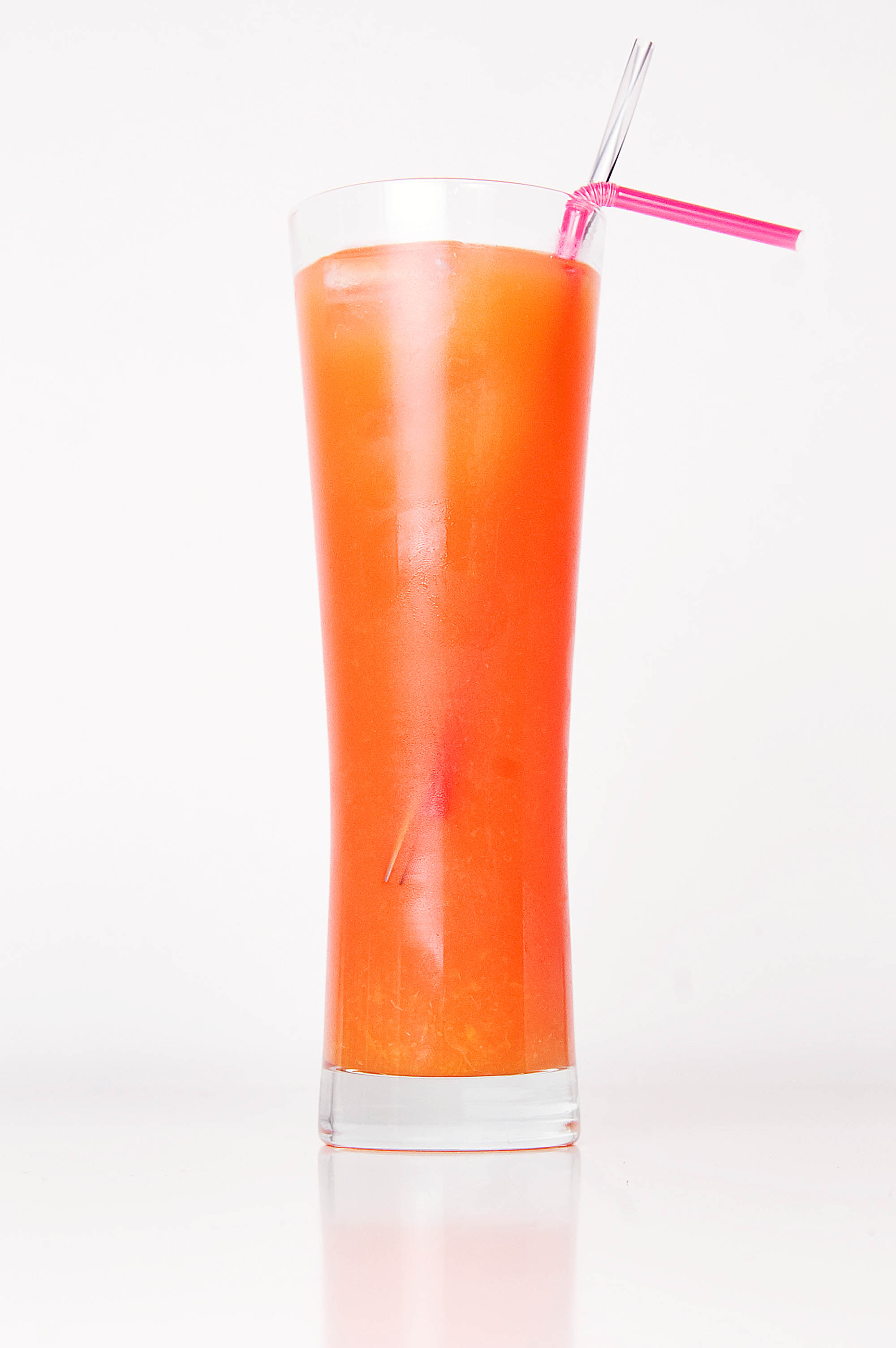
Koktajl Sex on the Beach

Sex on the Beach (pol. Seks na plaży) – koktajl alkoholowy przygotowywany z wódki, sznapsu brzoskwiniowego oraz więcej niż jednego soku owocowego (najczęściej pomarańczowego i żurawinowego). Składniki są mieszane wraz z lodem i podawane w szklankach o pojemności 240-350 ml, dekorowanych plasterkiem limonki lub cytryny. Po wstrząśnięciu podawany jest również jako shooter.

## Warianty i odmiany
- Modern Sex on the Beach – sok pomarańczowy jest zastępowany sokiem ananasowym,
- w różnych odmianach tego koktajlu rum kokosowy może zastępować wódkę jako główny składnik,
- wersja robiona z użyciem tylko jednego soku owocowego (pomarańczowego), nazywa się Hairy Fuzzy Navel,
- istnieje bezalkoholowy wariant koktajlu, występujący pod nazwą Safe Sex on the Beach, Dry Humping on the Beach lub Virgins on the Beach.

## Geneza
Koktajl stworzono w początkach lat 80. XX wieku i wtedy to (a także w następnej dekadzie) odnosił największą popularność na fali modnych wtedy zastosowań likierów owocowych w drinkach.